# 廖瑞開
廖瑞開（？—？），字茂亭，福建汀州府永定縣人，清朝軍事將領。

## 生平
道光六年（1826年）丙戌科武進士，授浙江水師守備，署嚴州協左營都司。